# ای-۱ بالیلا
ای-۱ بالیلا (به انگلیسی: Ansaldo_A.1_Balilla) یک هواگرد از نوع جنگنده ساخت شرکت Gio. Ansaldo & C. است. هواگرد ای-۱ بالیلا نخستین پروازش را در ۱۹۱۷ میلادی انجام داد. در مجموع، تعداد ~250 فروند از این هواگرد ساخته شده‌است.
طراح این هواگرد، Umberto Savoia, Rodolfo Verduzio, and Giuseppe Brezzi بود.